# Giovanni Boccati
Giovanni Boccati, eigentlich Giovanni di Pier-Matteo d’Antonio d’Annuti auch Giovanni Boccati da Camerino, Joh[ann]is Bochatis de Camereno oder Giovanni di Piermatteo (* um 1420 in Camerino; † nach 1480) war ein umbrischer Maler der Frührenaissance.

## Leben
Boccati war der Sohn eines Piermatteo (oder Piermattei) Boccati. Er beantragte im Jahr 1445 beim Rat der Stadt Perugia das Bürgerrecht. In der Urkunde wird er als „Magister Joannes Piermattei Antonii Annutii de civitate Camereni … peritissimus in arte pictor“ erwähnt. Zu diesem Zeitpunkt lebte und arbeitete er bereits seit mehr als einem halben Jahr in dieser Stadt. Da dem Antrag am 3. Oktober stattgegeben wurde, muss er sich zu diesem Zeitpunkt bereits einen Namen als Maler verdient haben, da er als lateinisch expertissimus ‚Experte‘ bezeichnet wurde. Er signierte seine Werke mit Bochatis, Boccatii oder Bochacii. Sein Alter zu diesem Zeitpunkt wird von den Historikern auf mindestens 25 Jahre geschätzt.
Als eines seiner frühen Werke gilt eine große Altartafel, die mit 1447 datiert und mit OPUS. JOHIS. BOCHATIS. DE. CHAMERENO. F. signiert ist, die 1446 von der Brüderschaft der Disciplinati in S. Domenico zu Perugia beauftragt und bezahlt wurde. Das Werk, das die in der Mitte thronende Madonna mit dem Kind darstellt, die von singenden und musizierenden Engeln sowie den vier Kirchenvätern und den Heiligen Domenico und Francesco umringt ist, kam in die städtische Pinakothek. Auf der zugehörigen Predella sind drei Szenen aus der Passion Christi zu sehen: die Gefangennahme, die Kreuztragung und die Kreuzigung, die von den Heiligen Thomas von Aquin und Pietro Martire flankiert sind. Er schuf in Perugia verschiedene Werke, die stilistisch mit denen von Benedetto Bonfigli verwandt sind und auch Ähnlichkeiten zu Domenico di Bartolo (Gewänder), Filippo Lippi (Bildlink, Anordnung der Engel) oder Domenico Veneziano aufweisen. In den Jahren 1463 bis 1470 war er in Camerino und Umgebung aktiv. 1463 fertigte er für die Kirche zu Castel S. Maria bei Camerino eine große Marienkrönung mit musizierenden Engeln und mehreren Heiligen. 1466 entstand ein Triptychon der Madonna delle Lagrime in Seppio bei Pioraco in der Provinz Macerata. Viele seiner Werke zeigen das Thema der Madonna und der singenden Engelsschar mit Heiligen. In den 1470er Jahren wurden seine Werke auch durch Matteo di Giovanni beeinflusst, einen Meister Sienas.
Ab 1479/1480 stellt er Altarbilder für die Kirchen S. Benedetto sotto S. Niccolo di Celle und S. Salvatore di Pozzagli her, die nicht mehr existieren, die verschollen sind. In seinem Stil fertigten die Maler Matteo da Gualdo (um 1430–1507) und Girolamo di Giovanni da Camerino (um 1425–1503) Bildnisse an.

## Werke (Auswahl)

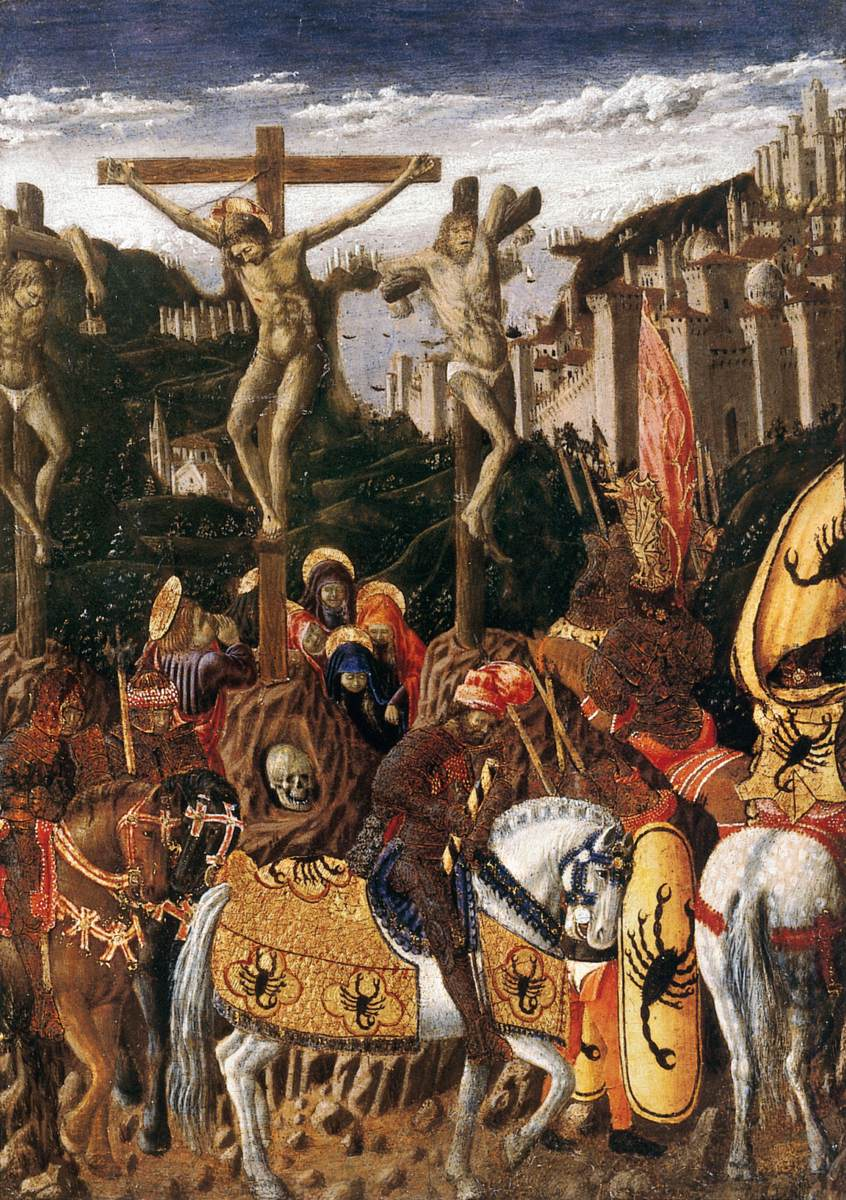
Kreuzigung (ca. 1440)
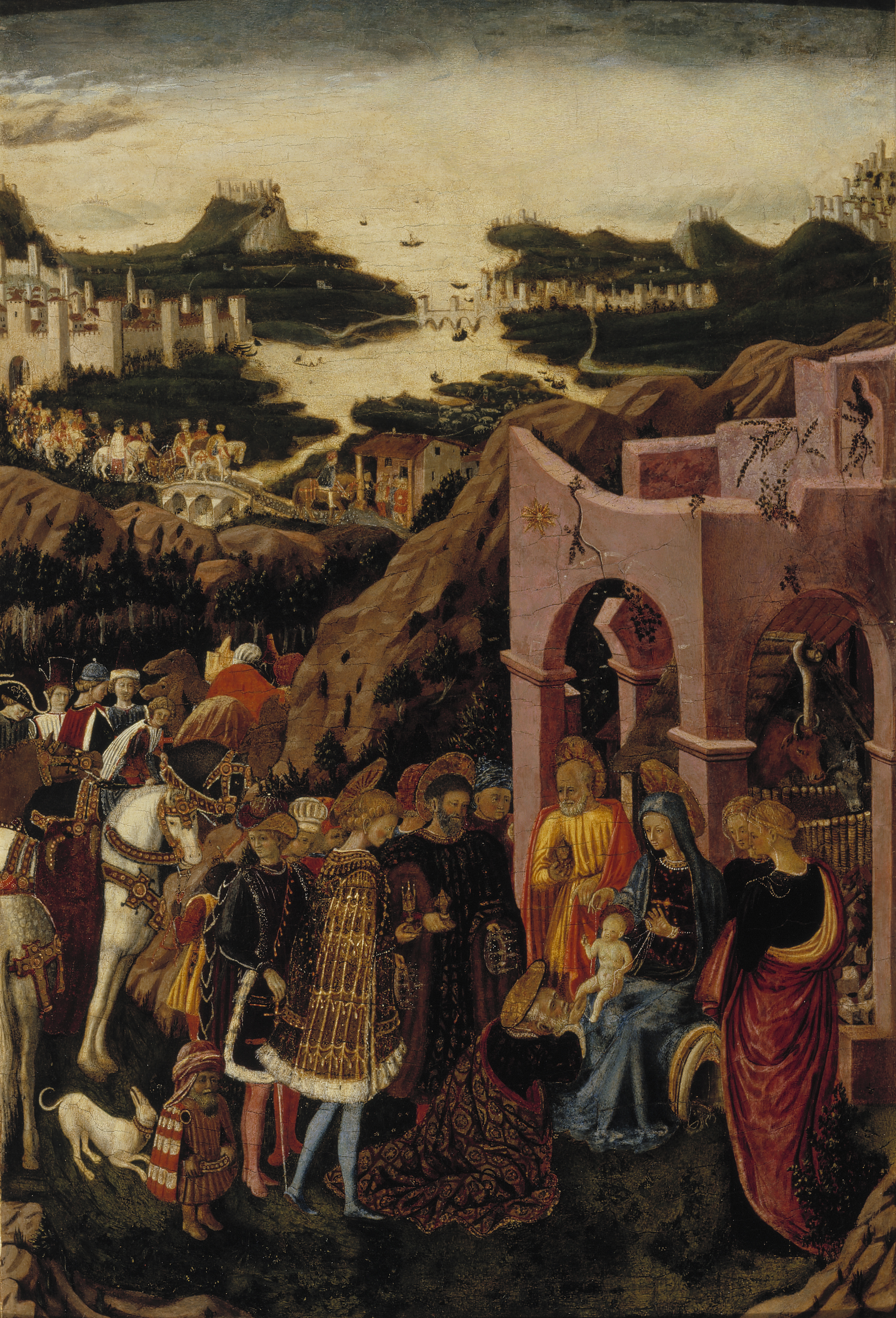
Die Anbetung der Könige (ca. 1440–1445)
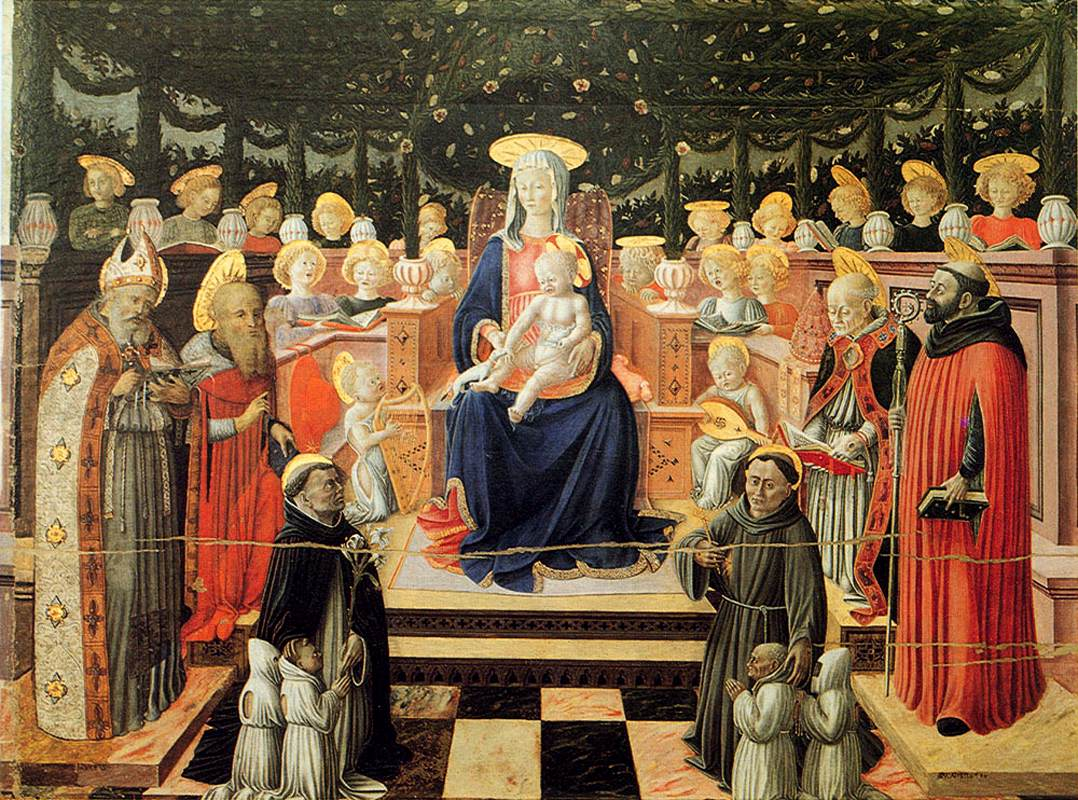
Die Jungfrau Maria mit ihrem Sohn Jesus und Heiligen (1446–1447)
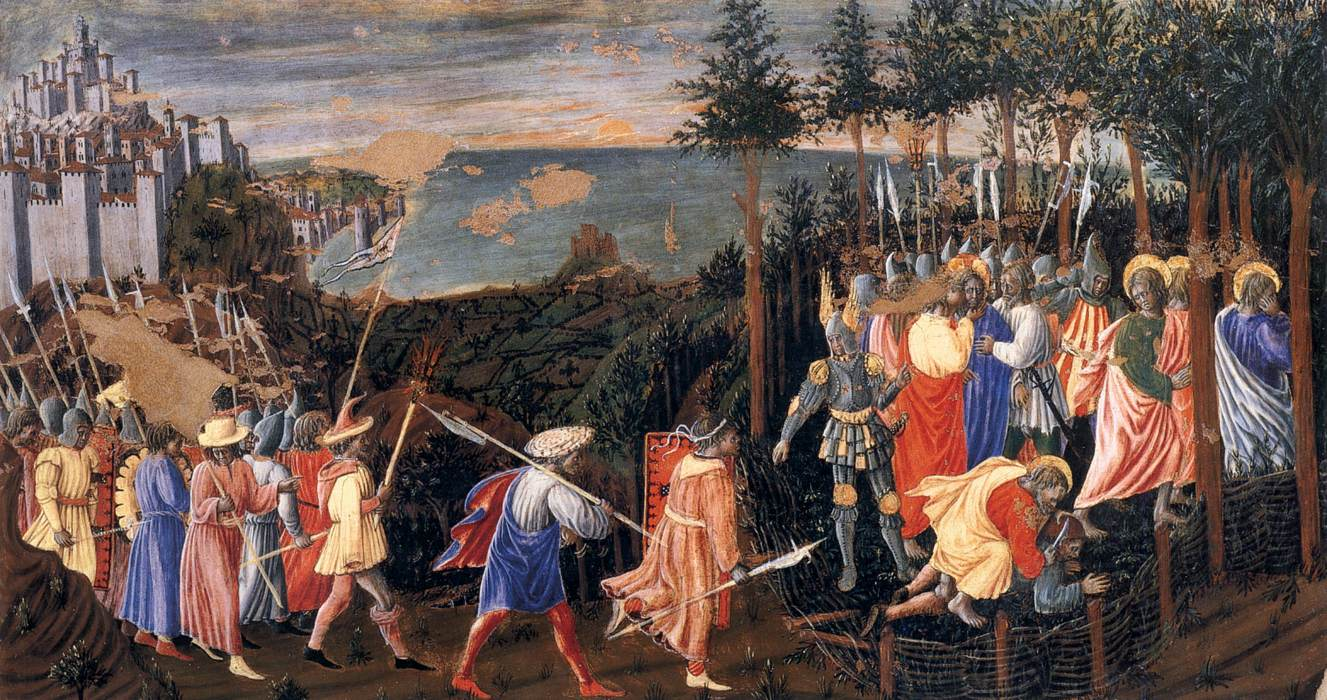
Die Gefangennahme Christi (ca. 1447)
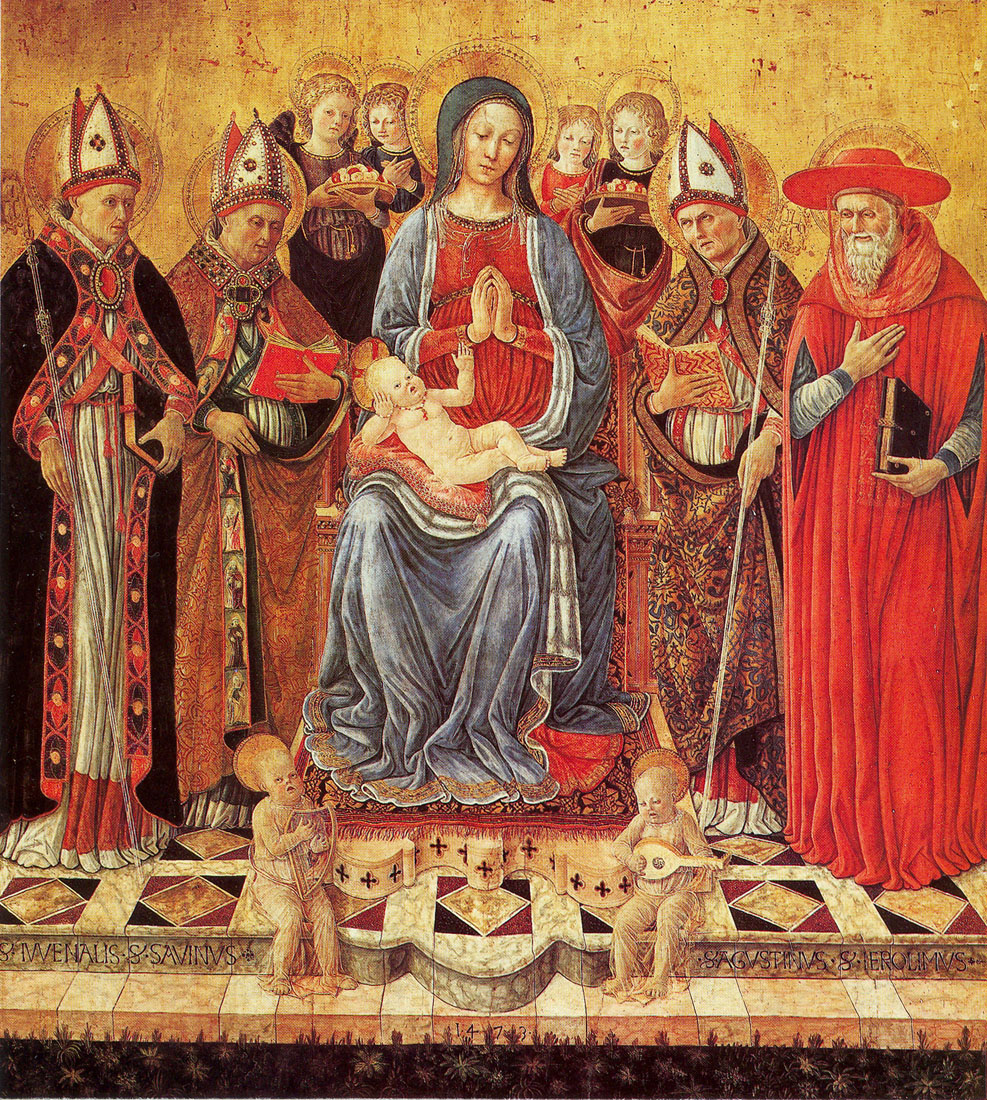
Maria auf dem Thron (1473)

Seine Werke sind unter anderem in der Galleria Nazionale delle Marche in Urbino und im Sinebrychoff-Kunstmuseum in Helsinki ausgestellt.